# Ali Albidhan
Ali Abbas Mukasr Albidhan (ar. علي عباس مكسر البيضان;ur. 9 lipca 2001) – iracki zapaśnik walczący w stylu klasycznym.
Złoty medalista igrzysk panarabskich w 2023. Zajął dziesiąte miejsce na mistrzostwach Azji w 2025. Mistrz arabski w 2023 i drugi w 2022. Mistrz arabski kadetów w 2018 roku.